# Вейтбрехт, Иоганн Якоб
Иоганн Якоб Вейтбрехт (нем. Johann Jakob Weitbrecht; рус. Иван Иванович Вейтбрехт; 1744 ―  3 мая 1803, Санкт-Петербург) ― немецкий и российский типограф и издатель. Поставщик Двора Его Императорского Величества. 

## Биография
Был сыном Иоганна Якоба Вейтбрехта-старшего (род. 1713) и племянником санкт-петербургского анатома Иосии Вейтбрехта. Учился в Тюбингенском университете. Его отец, происходивший из шорндорфской ветви рода Вейтбрехтов, сначала работал в Вюртемберге, но позже поселился в Грайфсвальде, где занимался торговлей книгами, обретя некоторую долю известности в академических кругах и обзаведясь связями со своими коллегами по ремеслу в других европейских странах. Иоганн Якоб-младший решил последовать по стопам отца и в 1765 году приехал в Санкт-Петербург, чтобы организовать там типографию и книжную лавку. В Санкт-Петербурге в то время ещё жили дети его дяди Иосии, и в целом в городе насчитывалось почти 50 000 жителей немецкого происхождения. Карл Эрнст Вейтбрехт (1747―1797), один из сыновей Иосии и, соответственно, двоюродный брат Иоганна Якоба, также занимался типографским ремеслом в российской столице. Поэтому можно предположить, что у Иоганна Якоба к моменту его приезда в Россию были уже все необходимые связи.
Сначала Вейтбрехт стал управляющим делами книжного магазина иностранной литературы при Российской академии наук, а спустя уже три года открыл свою собственную типографию и книжную лавку на Невском проспекте, который к тому времени стал одним из главных бульваров Санкт-Петербурга. Вейтбрехт очень быстро снискал себе репутацию достойного продавца и специалиста в области антиквариата. В 1775 году он получил официальный статус Поставщика Двора Его Императорского Величества.
Основную часть ассортимента лавки Вейтбрехта составляли книги, которые заказывались представителями Императорского вольного экономического общества. В дополнении к этому Вейтбрехт, как и многие другие иностранные торговцы книгами, занимался типографской деятельностью, печатал и издавал музыкальные произведения и музыкальную литературу: всё это пользовалось большим спросом у представителей высшего и среднего городского класса, стремящихся приобщиться к высокой культуре. Вейтбрехт торговал музыкальными инструментами, техническими аксессуарами, нотной бумагой, канцелярскими товарами, а также с топографическими и военными картами. Он продавал билеты на музыкальные концерты и театральные представления, предлагал услуги репетиторов музыки. Таким образом, Вейтбрехт сыграл значительную роль в развитии зарождающейся в России музыкальной индустрии.
В 1776 году вместе с Иоганном Карлом Шноором (годы жизни: 1738―1812, был выходцем из Гольштейна, с 1770 года проживал в Санкт-Петербурге) основал частную типографию под названием «Вейтбрехт и Шноор». В 1778 году компания открыла филиал в Москве. В 1781 году Вейтбрехт отпустил своего партнёра, чтобы тот смог стать помощником Теодора Бернхарда Брейткопфа (1749―1820), главы типографии Правительствующего сената и сына лейпцигского издателя Иоганна Готтлоба Иммануила Брейткопфа. Иоганн Якоб Вейтбрехт продолжил вести дела в одиночку и вскоре обзавёлся связями с влиятельными государственными и частными лицами.
После издания указа Екатерины II от 27 августа 1784 года, даровавшем концессию на учреждение русскоязычной типографии, Вейтбрехт наконец основал ещё одну типографию для нужд сената и коллегии иностранных дел. Возросшие доходы позволили Вейтбрехту увеличить ассортимент печатных изданий. Между 1785 и 1794 года он начал печатать и издавать популярный «Journal de la musique», каждый выпуск которого включал в себя 13 произведений для фортепиано. Вейтбрехт скончался в 1803 году, но его частная типография продолжала свою работу ещё вплоть до 1814 года.